# Chester Nelsen Jr.
Chester Nelsen (nascido em 2 de agosto de 1922 — data de morte desconhecido) foi um ex-ciclista olímpico estadunidense. Representou sua nação nos Jogos Olímpicos de Verão de 1948.